# 몬트세랫

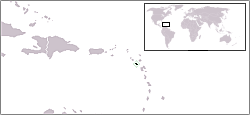
몬트세렛의 위치

몬트세랫(Montserrat, 문화어: 몬트서래트)은 카리브해에 있는 영국의 해외 영토이다. 정식 수도는 플리머스이지만 1995년과 1997년에 있었던 화산 폭발로 인해 파괴되었고 현재는 브레이즈가 사실상의 수도 역할을 하며, 경찰이 방위를 맡고 있다. 이 제도에는 길이가 약 16km, 넓이가 약 11km, 면적이 약 40km에 달하는 해안선이 있다. 1493년 스페인의 탐험가 크리스토퍼 콜럼버스에 의해 발견되었으며 1632년 영국의 속령이 되었다. 섬의 이름은 바르셀로나 가까이 있는 몬세라트 산을 따서 지었다.
서인도 제도 소앤틸리스 제도 북쪽 리워드 제도의 일부이다. 몬트세랫은 길이가 약 16km(10마일), 너비가 11km(7마일)이며, 해안선은 약 40km(25마일)에 이르다. 이곳은 아일랜드 해안과 유사하고 많은 주민이 아일랜드 조상을 혈통으로 삼아 "캐리비안의 에메랄드 섬"이라는 별명을 갖고 있다.
1995년 7월 18일, 섬 남부에 있는 이전에 휴면 상태였던 수프리에르 힐스(Soufrière Hills) 화산이 폭발했다. 이 폭발로 인해 몬트세랫의 조지아 시대 수도인 플리머스가 파괴되었다. 1995년과 2000년 사이에 섬 인구의 3분의 2가 주로 영국으로 이주했고, 1997년에는 섬에 1,200명 미만의 사람들만 남게 되었다(2016년에는 거의 5,000명으로 증가). 화산 활동은 계속되어 도킹 시설을 포함한 플리머스 인근과 이전 W.H. 브램블 공항 주변 섬의 동쪽에 대부분 영향을 미치고 있으며, 그 잔해는 2010년 2월 11일 화산 활동으로 인한 흐름에 의해 묻혀졌다.
기존 화산 돔의 크기와 그에 따른 화쇄 활동 가능성 때문에 섬의 남쪽 부분부터 북쪽의 벨햄 밸리(Belham Valley) 부분까지 포괄하는 출입 금지 구역이 지정되었다. 방문자는 일반적으로 출입 금지 구역에 입장할 수 없지만 아일스 베이(Isles Bay)의 가리발디 힐(Garibaldi Hill) 꼭대기에서 플리머스의 파괴 흔적을 볼 수 있다. 2010년 초 이후 비교적 조용해진 이 화산은 몬트세랫 화산 관측소(Montserrat Volcano Observatory)에 의해 계속해서 면밀히 관찰되고 있다.
2015년에는 섬 북서쪽 해안의 리틀 베이(Little Bay)에 새로운 도시와 항구 건설 계획이 시작될 것이라고 발표되었다. 추가 계획이 진행되는 동안 정부와 기업의 중심지는 브레이즈(Brades)로 이전되었다. 2017년 허리케인 어마(Hurricane Irma)와 마리아(Maria), 2020년 초에 시작된 코로나19 대유행 등 여러 차례 지연된 후 2022년 6월 영국과 카리브해 개발 은행이 자금을 지원하는 2,800만 파운드 규모의 리틀 베이 항만 개발 프로젝트(Little Bay Port Development Project) 착공이 시작되었다.

## 기후
| Plymouth의 기후          | Plymouth의 기후 | Plymouth의 기후 | Plymouth의 기후 | Plymouth의 기후 | Plymouth의 기후 | Plymouth의 기후 | Plymouth의 기후 | Plymouth의 기후 | Plymouth의 기후 | Plymouth의 기후 | Plymouth의 기후 | Plymouth의 기후 | Plymouth의 기후 |
| 월                       | 1월             | 2월             | 3월             | 4월             | 5월             | 6월             | 7월             | 8월             | 9월             | 10월            | 11월            | 12월            | 연간            |
| ------------------------ | --------------- | --------------- | --------------- | --------------- | --------------- | --------------- | --------------- | --------------- | --------------- | --------------- | --------------- | --------------- | --------------- |
| 역대 최고 기온 °C (°F)   | 32 (90)         | 33 (91)         | 34 (93)         | 34 (93)         | 36 (97)         | 37 (99)         | 37 (99)         | 37 (99)         | 36 (97)         | 34 (93)         | 37 (99)         | 33 (91)         | 37 (99)         |
| 일평균 최고 기온 °C (°F) | 29 (84)         | 30 (86)         | 31 (88)         | 31 (88)         | 32 (90)         | 32 (90)         | 33 (91)         | 33 (91)         | 32 (90)         | 31 (88)         | 30 (86)         | 29 (84)         | 31 (88)         |
| 일평균 최저 기온 °C (°F) | 23 (73)         | 23 (73)         | 24 (75)         | 24 (75)         | 24 (75)         | 25 (77)         | 25 (77)         | 25 (77)         | 24 (75)         | 24 (75)         | 24 (75)         | 23 (73)         | 24 (75)         |
| 역대 최저 기온 °C (°F)   | 17 (63)         | 18 (64)         | 18 (64)         | 18 (64)         | 19 (66)         | 21 (70)         | 22 (72)         | 22 (72)         | 21 (70)         | 19 (66)         | 19 (66)         | 18 (64)         | 17 (63)         |
| 평균 강수량 mm (인치)    | 122 (4.8)       | 86 (3.4)        | 112 (4.4)       | 89 (3.5)        | 97 (3.8)        | 112 (4.4)       | 155 (6.1)       | 183 (7.2)       | 168 (6.6)       | 196 (7.7)       | 180 (7.1)       | 140 (5.5)       | 1,640 (64.6)    |
| 출처: BBC Weather        |                 |                 |                 |                 |                 |                 |                 |                 |                 |                 |                 |                 |                 |